# Neuilly-l'Évêque
Neuilly-l'Évêque is een gemeente in het Franse departement Haute-Marne (regio Grand Est) en telt 636 inwoners (1999). De plaats maakt deel uit van het arrondissement Langres.

## Geografie
De oppervlakte van Neuilly-l'Évêque bedraagt 23,5 km², de bevolkingsdichtheid is 27,1 inwoners per km².
De onderstaande kaart toont de ligging van Neuilly-l'Évêque met de belangrijkste infrastructuur en aangrenzende gemeenten.

## Demografie
Onderstaande figuur toont het verloop van het inwonertal (bron: INSEE-tellingen).